# Igor Romero
Igor Romero Rocha (Campo Grande, 16 de fevereiro de 1996) é um futebolista paralímpico brasileiro. Atualmente, atua na seleção brasileira de futebol de 7, exclusiva a deficientes intelectuais; na qual representou seu país nos Jogos Olímpicos de Verão de 2016, no Rio de Janeiro.